# NI Massive
Massive ist ein kommerziell vertriebener Software-Synthesizer des Unternehmens Native Instruments, der in der Audio-Produktion eingesetzt wird. Er zählt zur Gruppe der Wavetable-Synthesizer und bietet unter anderem mehrere Oszillatoren, Filter und Effekte sowie ein umfangreiches System zum Modulieren verschiedener Parameter. Die Software kann als VST-Plugin innerhalb einer Digital Audio Workstation oder als Standalone-Programm verwendet werden. Massive fand seit dem Veröffentlichungsjahr 2007 in zahlreichen Musikproduktionen Verwendung und zählt zu den am weitesten verbreiteten Software-Synthesizern im elektronischen Musikgenre.

## Klangsynthese
Der Klang von Massive wird hauptsächlich durch drei Oszillatoren gebildet, für die jeweils eine der 89 integrierten Wavetables gewählt werden kann. Die Auswahl reicht von konventionellen Sinus- und Sägezahnwellen über komplexere Wellenformen, die über vielschichtigere Klangeigenschaften verfügen. Je Oszillator lassen sich zusätzlich die Wavetable-Position, Intensität, Eingangsverstärkung und Tonhöhe individuell einstellen. Die Auswirkung der Intensität wird durch den gewählten Wavetable-Modus bestimmt. In der Standardeinstellung („Spectrum“) reduziert der Regler schrittweise die Obertöne und ist damit mit einem Tiefpassfilter vergleichbar. Im „Formant“-Modus wird der Formant des Klangs geändert und in den „Bend“-Modi kann die Wellenform gestreckt bzw. gestaucht werden.
Ein vierter Oszillator erzeugt verschiedene Arten von Rauschen und verfügt über weniger Konfigurationsmöglichkeiten als die oben genannten.
Der Modulations-Oszillator ist der fünfte Oszillator und unterscheidet sich von den anderen darin, dass er keinen eigenen Klang erzeugt, sondern rudimentäre Ring- und Frequenzmodulation ermöglicht.
Der erzeugte Klang kann durch jeweils zwei Filter-, Effekt- und Insert-Einheiten verändert werden. Zu den wählbaren Filtern zählen klassische Tief- und Hochpassfilter sowie weniger konventionelle Varianten wie Double Notch (doppelter Kerbfilter) und Scream (Kombination aus Tiefpass und Rückkopplung). Das Angebot an Effekten und Inserts umfasst unter anderem verschiedene Arten von Verzerrung, Delay und Reverb.

## Modulation
Die überwiegende Mehrheit der Parameter innerhalb von Massive kann moduliert werden. Dem Benutzer stehen dazu vier Hüllkurven, vier LFOs (Low Frequency Oscillators) und acht Makro-Knöpfe zur Verfügung. Zusätzlich lassen sich MIDI-Daten, z. B. Velocity- oder Aftertouch-Werte, als Modulationsquellen nutzen. Die LFOs können auch im „Performer“- oder „Stepper“-Modus benutzt werden, was das Erstellen komplexer Modulationsrhythmen erlaubt. Da alle Modulationsquellen beliebig viele Parameter beeinflussen können und den meisten Parametern bis zu drei Modulationsquellen zugewiesen werden können, ergibt sich eine Vielzahl an Möglichkeiten, den Klang dynamisch zu verändern.
Alle von Modulation betroffenen Knöpfe und Regler werden durch farbige Ringe bzw. Balken gekennzeichnet, die den Grad der Modulation anzeigen.

## Trivia
Der Name der EP „100% No Modern Talking“ von Knife Party geht auf den Wavetable „Modern Talking“ in Massive zurück, der zur Zeit der Veröffentlichung vielfach von unterschiedlichen Produzenten eingesetzt wurde.